# Designació de Gould
La designació de Gould d'estrelles és similar a la designació de Flamsteed, ja que les estrelles estan numerades en cada constel·lació en ordre ascendent d'ascensió recta. Cada estrella rep un número (a partir de 1), seguit de «G.» (o de vegades directament seguit d'un «G» sense espai), i seguit del genitiu llatí de la constel·lació on es troba (Vegeu les 88 constel·lacions modernes per una llista de constel·lacions amb les formes del genitiu dels seus noms).
Els nombres van ser assignats segons les posicions de les estrelles per a l'època 1875.0, i amb el pas del temps aquestes posicions es veuen afectades per la precessió dels equinoccis. A causa del moviment propi de les estrelles, algunes estrelles poden ara aparèixer en desordre.
Les designacions de Gould van aparèixer per primera vegada a Uranometria Argentina, un catàleg publicat el 1879 per Benjamin Apthorp Gould. Moltes d'aquestes designacions han quedat obsoletes, encara que per a moltes estrelles meridionals relativament brillants (que estan massa lluny cap al sud per portar una designació de Flamsteed), la numeració de Gould segueix sent una designació simple, disponible sense fer referència als nombres. catàleg complex.

## Llista de constel·lacions amb designacions d'estrelles de Gould
El catàleg de Gould conté 66 constel·lacions (algunes d'elles estan parcialment o completament cobertes pels números de Flamsteed):

### Les 33 constel·lacions que contenen els números Flamsteed i Gould
- Aquarius
- Aquila
- Boötes
- Cancer
- Canis Major
- Canis Minor
- Capricornus
- Centaurus
- Cetus
- Corvus
- Crater
- Delphinus
- Equuleus
- Eridanus
- Hercules
- Hydra
- Leo
- Lepus
- Libra
- Lupus
- Monoceros
- Ophiuchus
- Orion
- Pegasus
- Pisces
- Piscis Austrinus
- Puppis
- Sagittarius
- Scorpius
- Serpens
- Sextans
- Taurus
- Virgo

### Les 33 constel·lacions que només contenen números de Gould
- Antlia
- Apus
- Ara
- Caelum
- Carina
- Chamaeleon
- Circinus
- Columba
- Corona Australis
- Crux
- Dorado†
- Fornax
- Grus
- Horologium
- Hydrus
- Indus
- Mensa
- Microscopium
- Musca
- Norma
- Octans
- Pavo
- Phoenix
- Pictor
- Pyxis
- Reticulum
- Sculptor
- Scutum
- Telescopium
- Triangulum Australe
- Tucana†
- Vela
- Volans

† 30 Doradus i 47 Tucanae són números Bode, no designacions Gould.

## Estrelles conegudes principalment per designacions de Gould
Moltes d'elles figuren en l'índex creuat de Kostjuk, amb els seus números de Gould proporcionats com a números Flamsteed. A partir d'aquest índex creuat, les designacions estan disponibles des d'altres fonts, incloent SIMBAD. Moltes estrelles que normalment es refereixen per la seva designació Gould són estrelles properes.
- 41 G. Arae
- 145 G. Canis Majoris
- 23 G. Carinae
- 72 G. Columbae
- 35 G. Crucis
- 39 G. Crucis
- 82 G. Eridani
- 33 G. Librae
- 31 G. Mensae
- 67 G. Muscae
- 120 G. Phoenicis
- 61 G. Pictoris
- 96 G. Piscium
- 140 G. Puppis
- 212 G. Puppis
- 188 G. Puppis
- 171 G. Puppis
- 16 G. Velorum